# 권복 (1769년)
권복(權馥, 1769년 ~ ?년)은 조선후기의 문신이다. 본관은 안동(安東). 자는 치란(稚蘭), 호는 곡운(谷耘)이다. 순조 때 사간원대사간을 지냈다.

## 생애
아버지는 병조정랑(兵曹正郞)을 지낸 흡(1730 ~ ?)이고, 할아버지는 영조시대에 의주부윤과 참의(參議)를 지낸 권일형(權一衡, 1700 ~ ?)이다. 순조 17년(1817) 정축 정시(丁丑庭試)에 원주(原州)에 살던 진사(進士)로 갑과(甲科)에 응시 장원급제하여 순조 26년(1826)에는 경기 암행어사로 바른 정치를 꾀하였다. 이듬해에는 사헌부 지평(司憲府持平), 집의(執義), 사간원 정언(司諫院正言)이 되었는데, 순조 28년(1828)에는 집의로 섭정하는 세자의 조강(朝講)에 불참한 죄를 입어 순안(順安)으로 유배되기도 하였고, 순조 31~33년(1831~1833)에는 사간원 대사간(司諫院大司諫)에 임명되어 언관(言官)으로서의 임무에 충실하였다.
저서로는 곡운공기행록(谷耘公紀行錄)이 있다.